# Пахомово (аэродром)
Пахомово — аэродром, действовавший с 1937 по 1962 год как военный аэродром, а в 1962 году переданный на правах постоянного (бессрочного) пользования субъекту авиации общего назначения ГП «2-й МАК».
Аэродром Пахомово располагается в окрестностях населённого пункта Пахомово Заокского района Тульской области, 2 км восточнее ж.-д. станции Пахомово, (КТА — 5437.54с 03734.81в).
ГП «2-й МАК» (Государственное предприятие «2-й Московский аэроклуб» — сокращённо 2МАК) один из старейших аэроклубов России. Основан в 1947 году, занимается подготовкой пилотов на самолётах и планёрах.

## Данные аэродрома
Специализация аэродрома — полёты с переменным профилем на планёрах и самолётах-буксировщиках в радиусе 10 км от КТА. Так же выполняются полёты на сложный пилотаж в пилотажных зонах. Над КТА производится десантирование парашютистов. Вход в круг строго по согласованию с РП, так как возможна смена рабочего старта, который разбивается в любом направлении в зависимости от ветра. Безусловный приоритет в районе а/д имеют безмоторные ВС (планёры). При подходе усиливать осмотрительность и радиоосмотрительность.
| Обозначения                | Пахомово |
| -------------------------- | --- |
| КТА                        | N54.62565° E037.58112° |
| Превышение, м              | 245 |
| Индекс [ru]                | УУДП |
| Индекс                     | UUDP |
| Магнитное склонение        | + 9° |
| Регион                     | Тульская область |
| Поясное время              | UTC +4 |
| Регламент работы аэродрома | С мая по октябрь включительно. ПТ, СБ, ВС в светлое время суток.                                                                                          |
| ВПП: Название              | 03/21 |
| Ширина                     | 55 |
| Длина                      | 615 |
| Курс магнитный             | 027° / 207° |
| Порог 1                    | N54.62347° E037.57823° |
| Порог 2                    | N54.62785° E037.58402° |
| Покрытие                   | Нетвёрдое (грунт) |
| Освещение                  | Нет |
| Частоты                    | Подход 125.000 МГц, «Гларус» |
| Используемое ВП в границах | Г. Т.5452С03728В Г. Т.5451С03733В Г. Т.5447С03736В, Г. Т.5444С03740В Г. Т.5447С03749В Г. Т.5435С03816В Г. Т.5426С03811В Г. Т.5437С03726В Г. Т.5452С03728В |

## Деятельность
2МАК занимается подготовкой пилотов на самолётах Як-18Т, Як-52, Вильга 35А, а также планёрах Бланик L13, Янтарь-ст-3: Воздушная деятельность ведётся согласно Воздушному кодексу РФ ст.47 п.1 и Федеральным правилам использования воздушного пространства РФ. Весь порядок взлётов и посадок воздушных судов подробно прописаны в Аэронавигационном паспорте и Инструкции по производству полётов на аэродроме Пахомово, которые утверждены Московским зональным центром ЕС ОрВД

## Авиационная техника

###### Самолёты
1. Як-18Т
2. Як-52
3. Вильга 35А
4. Ан-2

###### Планёры
1. L13 Blanik
2. Янтарь-ст-3[9]